# Озеро Картографов
О́зеро Карто́графов — пресноводное озеро на севере Красноярского края России, располагается на востоке полуострова Таймыр, на Северо-Сибирской низменности, в полосе предгорных и прибрежных арктических тундр. Находится в междуречье рек Вездеходная и Северная, к северу от Бухты Прончищевой.
Озеро имеет близкую к прямоугольной форму. Высота над уровнем моря — 25 м. Площадь озера — 17,9 км². Водосборная площадь — 35,4 км². Длина озера с запада на восток — около 6,4 км, ширина достигает 3,5 км.
Протокой соединено с менее крупным озером Забытое на западе. На юге вытекает река Картографов, которая протекает через озеро Южное и впадает в бухту Марии Прончищевой моря Лаптевых. К северо-западу находится ещё одно крупное озеро — озеро Атамана. Берега низкие, местами заболоченные, покрытые тундровой растительностью.